# Фредериксбърг (Тексас)
Фредериксбърг (на английски: Fredericksburg) е град в Тексас, Съединени американски щати, административен център на окръг Гилеспи. Намира се на 100 km северно от Сан Антонио. Населението му е 11 369 души (по приблизителна оценка от 2017 г.).
Фредериксбърг е основан през 1846 от пруския барон Отфрид Ханс фон Мойзебах, генерален комисар на Дружеството за защита на германските имигранти в Тексас. Градът е наречен на пруския принц Фридрих, племенник на крал Фридрих Вилхелм III. През следващите години Фредериксбърг, наред с Ню Браунфелс, става един от центровете на германската имиграция в Тексас, след неуспеха на революцията от 1848.

## Други
- Във Фредериксбърг е роден адмирал Честър Нимиц (1885 – 1966).